# Соборный переулок (Харьков)
Собо́рный переулок — небольшой переулок в центре Харькова. Находится в Шевченковском районе и соединяет улицу Квитки-Основьяненко и площадь Конституции.

## История создания
Переулок появился в начале XVIII века и представлял собой проезд от центра Харьковской крепости к Московской башне. Оттуда по современному проспекту Героев Харькова вела дорога на Москву.

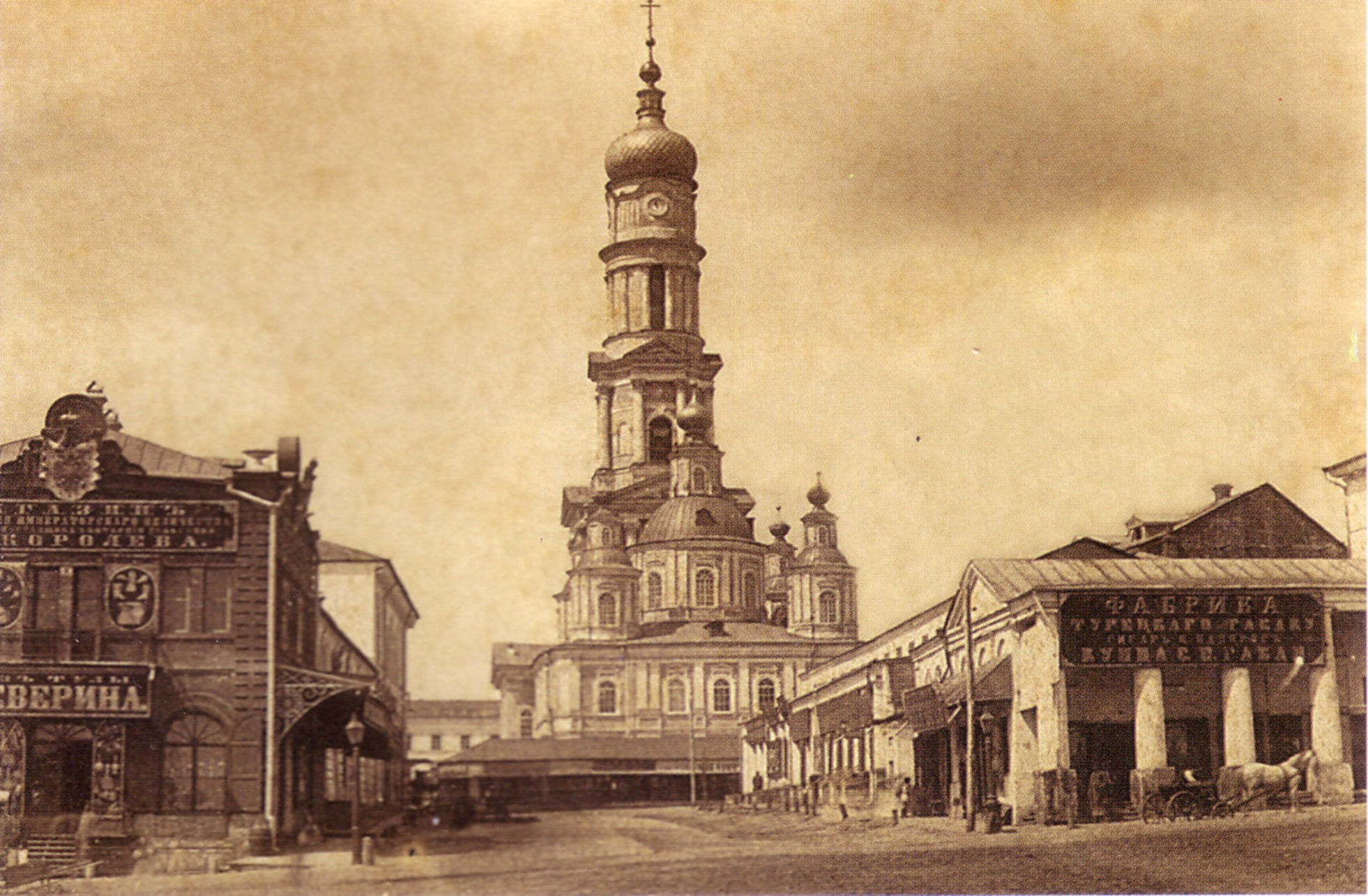
Вид на Шляпный переулок и Успенский собор в XIX веке

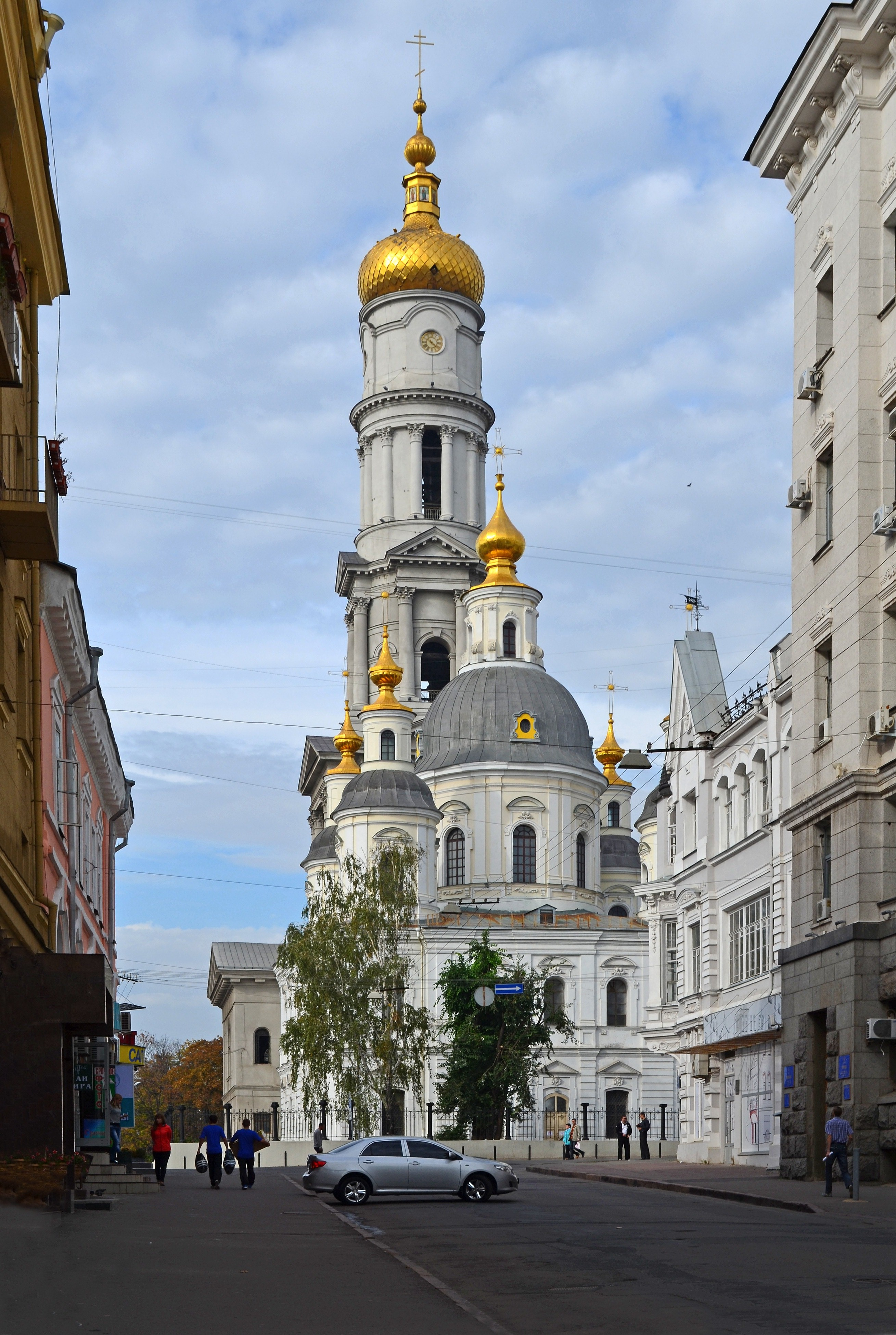
Вид на Успенский собор из Соборного переулка

Во второй половине XVIII века вместо деревянной башни были построены каменные ворота. На территории возле ворот находились навесы и небольшие торговые лавочки, в которых продавали железо, свечи, продовольствие и другие товары. Переулок назывался Шляпным, так как на его территории в мастерских производили головные уборы.
В девятнадцатом веке переулок застроили жилыми зданиями. В двадцатом веке помимо жилых домов в переулке находились магазины нот и живописи, а также ателье. В 1973 он получил название Советский переулок, потому что на углу переулка и площади (тогда — площади Советской Украины) находилось здание Харьковского городского совета депутатов трудящихся.
В 2016 году после принятия Закона о декоммунизации переименован в Соборный переулок.